# Aechmea perforata
Espèce
Classification phylogénétique
Synonymes
- Chevaliera perforata (L.B.Sm.) L.B.Sm. & W.J.Kress

Aechmea perforata est une espèce de plantes de la famille des Bromeliaceae, endémique de la forêt atlantique (mata atlântica en portugais) au Brésil.

## Synonymes
- Chevaliera perforata (L.B.Sm.) L.B.Sm. & W.J.Kress[1].